# Erythranthe orizabae
Erythranthe orizabae är en gyckelblomsväxtart som först beskrevs av George Bentham, och fick sitt nu gällande namn av Guy L. Nesom. Erythranthe orizabae ingår i släktet Erythranthe och familjen gyckelblomsväxter. Inga underarter finns listade i Catalogue of Life.